# Chitinozoa

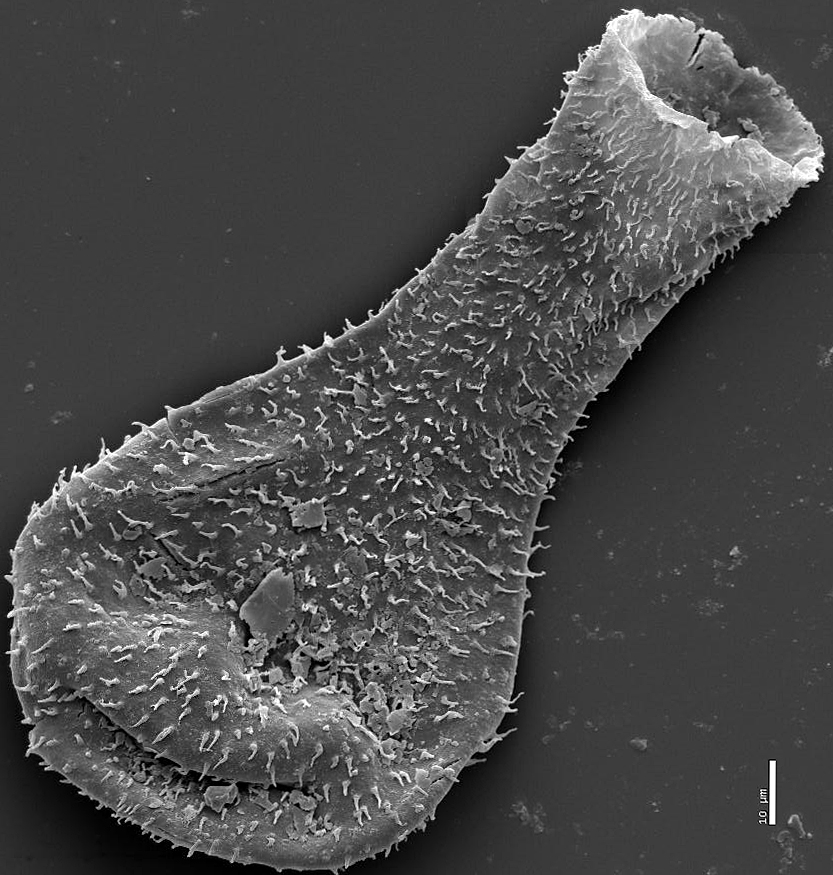
Przedstawiciel chitinozoa z rodzaju Sphaerochitina, wypreparowany kwasem fluorowodorowym z sylurskich warstw Burgsvik (Gotlandia)

Chitinozoa – grupa mikroskamieniałości organicznych o niepewnej przynależności systematycznej (incertae sedis). Jako pierwszy opisał ją niemiecki paleontolog Alfred Eisenack na podstawie materiałów z syluru okolic Morza Bałtyckiego.

## Opis i przypuszczalne pokrewieństwa
Kształt Chitinozoa porównuje się najczęściej do kolb laboratoryjnych, a ich wielkość zawiera się w przedziale 50–2000 μm. Występują pojedynczo lub połączone w łańcuchy. Chitinozoa interpretuje się jako protisty lub jako jaja nieznanej grupy zwierząt.

## Znaczenie i występowanie
Chitinozoa znane są od ordowiku (tremadoku) do najwcześniejszego karbonu. Są one cennymi skamieniałościami przewodnimi.
Bogate fauny chitinozoa znane są na przykład z Gotlandii. W Polsce występują m.in. w ordowiku i żywecie Gór Świętokrzyskich.